# Зона 51

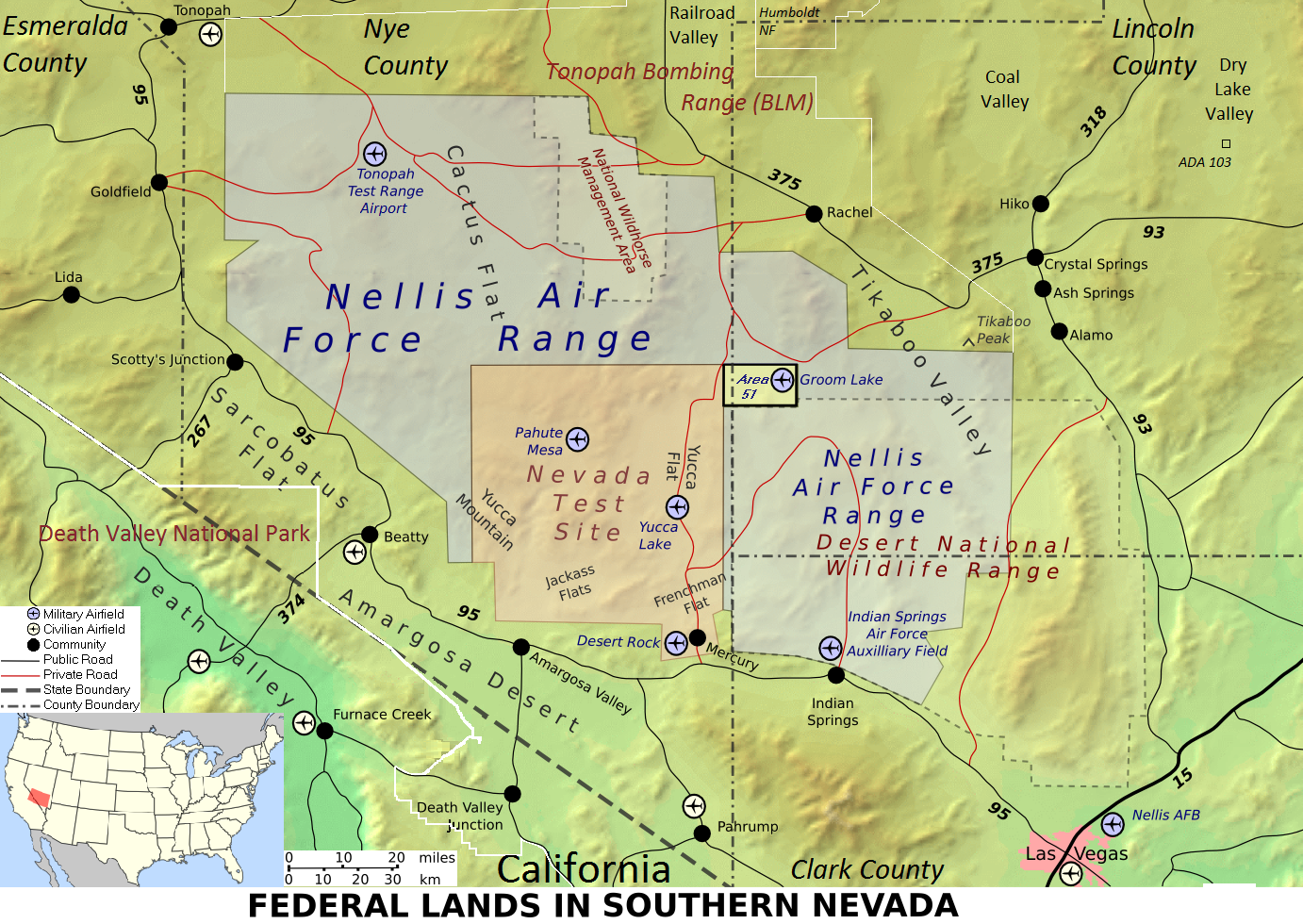
Карта Зоны 51 (жёлтая область)

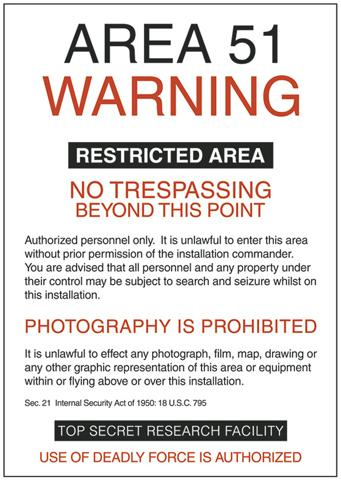
Одно из предупреждений Зоны 51

Зо́на 51 (англ. Area 51) — общепринятое название строго засекреченного объекта Военно-воздушных сил США на Испытательном и тренировочном полигоне Невады, в 83 милях (134 км) к северо-западу от Лас-Вегаса, на южном берегу сухого солёного озера Грум-Лейк. Удаленное подразделение, находящееся в ведении базы ВВС Эдвардс; официально называется аэропорт Хоми (ИКАО: KXTA, FAA LID: XTA) или Грум-Лейк (по названию озера с аэродромом). Подробности деятельности не разглашаются, но ВВС США заявляют, что это открытый тренировочный полигон, и обычно считается, что он участвует в разработке и испытании экспериментальных самолётов и систем вооружения. ВВС США и ЦРУ приобрели это место в 1955 году, прежде всего, для лётных испытаний самолёта Lockheed U-2.
Высокая секретность, окружающая базу, сделала её частым предметом теорий заговора и центральным компонентом фольклора неопознанных летающих объектов (НЛО). Она никогда не объявлялась секретной базой, но все исследования и происшествия в Зоне 51 являются совершенно секретной / секретной информацией (TS/SCI). ЦРУ публично признало существование базы 25 июня 2013 года после запроса согласно Закону о свободе информации, поданного в 2005 году, и рассекретило документы, подробно описывающие историю и задачи базы.
Окрестности являются популярным туристическим направлением, в том числе небольшой город Рэйчел на так называемом «Внеземном шоссе».

## Описание и история
Зона 51 относится к зоне военных операций Неллис (англ. Nellis), воздушное пространство вокруг неё ограничено для полётов (код R-4808N).
Название «Зона 51» используется в официальных документах ЦРУ, используются также кодовые названия Dreamland, Paradise Ranch, Home Base, Watertown Strip, Groom Lake и, в последнее время — Homey Airport.
Согласно официальным данным, в Зоне 51 разрабатываются экспериментальные летательные аппараты и системы вооружения. Она нередко упоминается в конспирологических теориях и произведениях массовой культуры как некий символ тайны, скрываемой военными и правительством Соединённых Штатов Америки, связанный, как правило, с неопознанными летающими объектами и инопланетянами.
Советские спутники-шпионы фотографировали Зону 51 в 1988 году во времена Холодной войны, впоследствии сделанные фотоснимки были получены и опубликованы Федерацией американских учёных, после её окончания уже гражданские спутники подготовили подробные снимки базы и её окрестностей. Однако по ним нельзя получить существенной информации о полигоне: видны только непримечательные базы, ангары и сухие озёра. По неофициальным данным, основная часть рабочей зоны базы находится под землёй.

## Программы исследований в Зоне 51
Зона 51 не является обычной авиабазой: на ней разрабатываются и тестируются летательные аппараты нового типа. После одобрения их проектов ВВС США или другими ведомствами, такими как ЦРУ, они используются на обычных военных базах.

### Программа Have Blue/F-117
Локхид F-117 «Ночной ястреб» (англ. Lockheed F-117 Night Hawk) — одноместный дозвуковой тактический малозаметный ударный самолёт американской фирмы Lockheed Martin, предназначенный для скрытного проникновения через систему ПВО противника и атак стратегически важных наземных объектов военной инфраструктуры (ракетные базы, аэродромы, центры управления и связи и тому подобное). Первый полёт совершил 18 июня 1981 года. Последний серийный экземпляр был поставлен ВВС США в 1990 году. F-117 достаточно успешно применялся в ряде военных конфликтов. В середине 2008 года самолёты этого типа были полностью сняты с вооружения.
1970-е годы ознаменовались для Groom Lake новым масштабным проектом американских военных — программой Have Blue/F-117. Первый прототип самолёта-невидимки поднялся с испытательного полигона в 1977 году, а уже в 1981 году с аэродрома Watertown стартовал F-117 Nighthawk, успешно выполнивший серию учебных стрельб. Впоследствии сверхсекретные образцы F-117 были перебазированы на расположенный неподалёку испытательный аэродром Tonopah, а затем отправились нести службу на военную базу Holloman.

Начиная с 1983 года, когда F-117 были введены в строй, база продолжила свою работу, и постепенно расширялась.

### Современные программы
Предполагается, что в Зоне 51 был создан, испытывался и базируется сверхсекретный гиперзвуковой стратегический стелс-разведчик SR-91 Aurora («Аврора»), с полётами которого связывают некоторые из многочисленных с 1980-х годов наблюдений как в Зоне, так и в других местах одного из видов НЛО — так называемых Чёрных треугольников.

## Теории заговора
Секретность базы, само существование которой правительство США официально признало только в 2013 году, сделала её предметом многочисленных теорий заговора, в особенности о неопознанных летающих объектах.

### «Штурм» Зоны 51
27 июня 2019 года некий Мэтти Робертс из Калифорнии создал мероприятие в социальной сети Facebook, которое называлось «Штурм Зоны 51. Всех нас не остановить» (англ. Storm Area 51, They Can't Stop All of Us). Целью, по словам организатора, является выяснение правды о якобы проводящихся в Зоне 51 экспериментах над пришельцами. Несмотря на явный шуточный характер текста, мероприятие быстро привлекло колоссальное количество людей. На конец июля количество заинтересовавшихся перевалило за 3 миллиона человек, их поддержали многие знаменитости, к примеру: Киану Ривз, Илон Маск, Арнольд Шварценеггер, Чак Норрис, актёры популярного фантастического сериала «Секретные материалы» Джиллиан Андерсон и Дэвид Духовны и многие другие.
«Штурм» наступил 20 сентября. По сообщениям СМИ, от 1500 до 3000 собрались на фестивалях в сельской местности Невады; 150 из них приблизились к воротам Зоны. 40 человек собрались непосредственно у ворот зоны и были разогнаны властями, пять человек были арестованы.